# Melinopterus abeillei
Melinopterus abeillei är en skalbaggsart som beskrevs av Sietti 1903. Melinopterus abeillei ingår i släktet Melinopterus och familjen Aphodiidae. Inga underarter finns listade i Catalogue of Life.